# Collection capsule
Une collection capsule désigne, dans le monde du vêtement et de la mode, une ligne de vêtements ou d'articles, généralement composée de quelques pièces en série limitée, diffusée pendant un temps assez court, de quelques jours à quelques semaines, et venant se placer dans la gamme hors collection permanente ou saisonnière. Bien que largement utilisé à partir des années 2000, le principe existe depuis plusieurs décennies.

## Association de deux marques
Les pièces d'une collection capsule sont le plus souvent issues de la collaboration d'un grand couturier ou d'un styliste avec une enseigne grand public. Le créateur dessine et conçoit les vêtements, et la confection est prise en charge par l'enseigne. Le choix des tissus et la prise en charge de la confection par l'enseigne permettent de baisser les coûts de fabrication, et de proposer une collection signée d'un créateur à des prix inférieurs.
Bien que la collection capsule désigne généralement la collaboration d'un styliste et d'une grande enseigne, elle désigne aussi, par extension, la collaboration ponctuelle, pour une collection à quelques exemplaires, d'un « nom » dans les domaines de la mode, de la musique ou de l'art, et d'une marque, qu'elle soit grand public ou non. Les exemples sont multiples, comme le rappeur Kanye West pour Louis Vuitton, puis avec le chausseur italien Giuseppe Zanotti,  ou le lunetier allemand Mykita avec le fabricant de doudounes Moncler, ou encore le chanteur Pete Doherty pour la marque de prêt-à-porter The Kooples, le mannequin Bar Refaeli pour la lingerie Passionata, ou la chanteuse Rihanna avec Armani.
Après l'an 2000, la première collaboration notable d'un grand couturier et d'un grand magasin fut celle de Karl Lagerfeld, directeur artistique de la maison de haute couture Chanel, avec la chaîne de magasins de vêtements suédoise H&M en 2004,. La société suédoise a depuis collaboré à plusieurs reprises avec d'autres grands noms de la mode, dont Viktor & Rolf en 2006, Jimmy Choo (marque de prêt-à-porter habituée aux collections capsules sous diverses formes de collaboration) en 2009, ou encore la marque milanaise Marni en 2012. Mais le principe ainsi que le terme de « collection capsule » sont établis depuis les années 1960.
Ce concept de collection limitée en quantité, avec la participation d'une personnalité de la mode, a depuis été repris par d'autres enseignes de distribution en France ou à l'étranger, comme Marks & Spencer ou Macy's.
Ce type de collection, du fait du nombre parfois très limité de pièces, peut parfois provoquer des émeutes lors de sa sortie,.

## Une seule marque
L'expression « collection capsule » est également utilisée par les marques ou les médias dans le cadre d'une collection en édition limitée, généralement créée pour un événement particulier comme un anniversaire ; il est possible de citer pour l'exemple la collection capsule de Louboutin pour les 20 ans de sa marque. Dans ce cas, elle n'exprime pas l’association de deux marques ou la collaboration ponctuelle d'un créateur avec une marque tierce, mais simplement le fait que la collection est limitée, dans le temps, en quantité de produits disponibles, pour le choix des modèles, et qu'elle s'ajoute simultanément aux collections permanentes. 
La boutique « colette » à Paris, et plus généralement les concept stores, se sont fait comme spécialité de commercialiser ces collections capsules, qu'elles émanent d'une marque unique ou de la collaboration entre deux marques/créateurs[réf. souhaitée].

## Chronologie
Chronologie de quelques collections capsules avec deux marques distinctes, et ayant eu un écho notable dans les médias :
- 23 novembre 2010 : Lanvin (Alber Elbaz) pour H&M[12]
- 26 novembre 2010 : Valentino pour Gap[13]
- 8 mars 2012 : Marni pour H&M[14]
- 4 octobre 2012 : Anna Dello Russo pour H&M[15],[16].